# Aeropuerto Rubén Cantú
El Aeropuerto Rubén Cantú  (IATA: SYP, OACI: MPSA) es un aeropuerto nacional ubicado en la ciudad de Santiago, provincia de Veraguas, Panamá.
Fue construido en 1975 y toma el nombre del piloto pionero de la aviación en la provincia de Veraguas.